# Anna Paradowska-Szelągowska
Anna Czesława Paradowska-Szelągowska (ur. 26 lipca 1879 w Warszawie, zm. w maju 1962 w Genewie) – polska działaczka społeczna, przewodnicząca Polskiego Zjednoczenia Kobiet Pracujących Zawodowo, wiceprzewodnicząca Międzynarodowej Federacji Kobiet Pracujących Zawodowo (MFKPZ), działaczka międzynarodowego kobiecego ruchu zawodowego i ruchu na rzecz pokoju, publicystka, członkini Zarządu Towarzystwa Wzajemnego Kredytu Królestwa Polskiego oraz Zarządu Spółdzielczego Banku Przemysłowców i Kupców, prokurentka Banku Zjednoczonych Ziem Polskich w Warszawie, od 1935 roku członkini Komisji Rewizyjnej Zarządu Miejskiego w Warszawie i Komunalnej Kasy Oszczędności, polityk, senator V kadencji w II Rzeczypospolitej.

## Życiorys
Ukończyła 6-klasową prywatną szkołę M. Karwowskiej (1896), Wyższe Kursy Naukowe dla Kobiet i prywatne Wyższe Kursy Handlowe dla Kobiet Izabeli Smolikowskiej (1897–1899) w Warszawie. Uczęszczała również na wykłady filozoficzne i nauk społecznych na tzw. Uniwersytecie Latającym. Po ukończeniu nauki podjęła pracę w banku, następnie pełniła obowiązki głównej księgowej Towarzystwa Wzajemnego Kredytu Królestwa Polskiego. Była członkinią zarządu i członkinią honorową jako pierwsza i jedyna kobieta. Od 1905 roku pełniła funkcję członkini zarządu Związku Równouprawnienia Kobiet. W 1907 roku współorganizowała Towarzystwo Zawodowego Kształcenia Kobiet. Była wieloletnią wykładowczynią księgowości na Dokształcających Kursach Wieczorowych dla praktykantek handlowych. W czasie I wojny światowej pracowała w prywatnym biurze, udzielała się również jako członkini Towarzystwa Pomocy Ofiarom Wojny, Ligi Kobiet Pogotowia Wojennego, sekcji ds. Stowarzyszenia Komitetu Obywatelskiego m. Warszawy, w 1917 roku była sekretarzem Zjazdu Kobiet Polskich.
Po odzyskaniu niepodległości pracowała jako główna księgowa i prokurent Banku Zjednoczonych Ziem Polskich w Warszawie (1920–1927), członkini zarządu Spółdzielczego Banku Przemysłowców i Kupców, ekspert sądowy ds. księgowości. Od 1920 roku była członkinią Towarzystwa Przyjaciół Ligi Narodów (przewodniczącą sekcji ekonomicznej), od 1927 roku była członkinią zarządu Demokratycznego Komitetu Wyborczego Kobiet, następnie członkinią Zarządu Głównego (komisja rewizyjna) Związku Pracy Obywatelskiej Kobiet. Z ramienia pracy w zarządzie tego związku uczestniczyła w kilku międzynarodowych kongresach organizacji kobiecych. Była przewodniczącą Polskiej Ligi Kobiet Pokoju i Wolności i członkinią zarządu Klubu Politycznego Kobiet Postępowych, wiceprzewodniczącą Rady Narodowej Polek. Przed 1939 rokiem była m.in. wiceprzewodniczącą Międzynarodowego Biura Pomocy Emigrantom w Warszawie i członkinią Zarządu Głównego Związku Zawodowego Księgowych.
W latach 1932–1947 była przewodniczącą Polskiego Zjednoczenia Kobiet Pracujących Zawodowo, od 1937 roku – wiceprzewodniczącą Międzynarodowej Federacji Kobiet Pracujących Zawodowo (MFKPZ, International Federation of Business and Professional Women), członkinią dwóch komisji na XII Sesji Zgromadzenia Ligi Narodów (1931) i delegatką rządu polskiego na konferencję rozbrojeniową w Genewie (1932). Była również członkinią Komisji Rewizyjnej Zarządu Miejskiego w Warszawie (do 1935 roku) i Komunalnej Kasy Oszczędności m.st. Warszawy.
W 1938 roku została senatorem V kadencji (1938–1939). Była wybrana z listy OZN z m.st. Warszawy. Pracowała w komisjach: administracyjno-samorządowej, budżetowej, gospodarczej, kontroli długów państwa (była zastępczynią członka) i spraw zagranicznych.
W czasie II wojny światowej działała charytatywnie na rzecz dzieci i weteranek ruchu kobiecego, walczyła w powstaniu warszawskim. Po wojnie zamieszkała w Lublińcu, a następnie pracowała jako księgowa we Wrocławiu. W 1950 roku przeszła na emeryturę. Do 1955 roku pracowała społecznie w Domu Dziecka w Śródborowie koło Warszawy, później wyjechała do Genewy na zaproszenie MFKPZ.

## Ordery i odznaczenia
- Złoty Krzyż Zasługi (9 listopada 1931)[3]

## Życie rodzinne
Była córką Władysława Paradowskiego, przemysłowica, i Urszuli z domu Mück. W 1926 roku wyszła za mąż ze Adama Szelągowskiego (1873–1961), historyka. Nie mieli dzieci. Małżeństwo po kilku latach rozpadło się, oficjalny rozwód nastąpił w 1951 roku.
Od 1959 roku przebywała w zakładzie dla nieuleczalnie chorych w Genewie. Po śmierci w 1962 roku została tamże pochowana.

## Literatura dodatkowa
- D. Wawrzykowska-Wierciochowa: Paradowska Anna. W: Polski Słownik Biograficzny. T. 25. 1980, s. 192–194.